# Мокрий Лог
Мокрий Лог (крим. Sılaq Log) — струмок в Україні в Автономній Республіці Крим, на території міста Сімферополя. Впадає у річку Слов'янка, притоку Салгиру (басейн Азовського моря).

## Опис
Довжина струмка 2,4 км, частково протікає під землею в колекторі.
Бере початок в західній частині міста Сімферополя, за адресою вулиця Героїв Сталінграда, 1.
Протікає паралельно залізниці, в районі Калініна впадає у річку Слов'янка.
Актуальною є проблема забруднення струмка, куди регулярно зливають каналізацію. У 2020 році з цим обіцяли розібратися в окупаційному «Міністерстві екології та природних ресурсів Криму», але проблему не вирішили.